# 章溢
章溢（1314年—1369年），字三益，别号损斋，龙泉八都横溪村人。
早年與胡深一起師從王毅。至正十八年（1358年），組織地方武裝，消滅土匪有功，朝廷打算授以龍泉主簿、浙東都元帥府僉事，皆不受。至正二十年（1360年）三月，與劉基、宋濂、葉琛同往應天見朱元璋。朱元璋问：“先生您认为天下纷争，什么时候才能安定呢？”章溢回答道：“天道无常，唯德是辅，惟不嗜杀人者能够做到。”
章溢官至御史中丞兼贊善大夫。不久母丧，亲自挑土运石，修建坟茔，因過度哀戚勞累，不久病死。有子章存道。